# Salvador Cleofás Murguía Villalobos
Salvador Cleofás Murguía Villalobos SDB (León, Guanajuato, México, 25 de setembro de 1953) é um sacerdote religioso católico romano mexicano e prelado de Mixes.
Salvador Cleofás Murguía Villalobos ingressou nos Salesianos de Dom Bosco e recebeu o sacramento da Ordem em 11 de dezembro de 1982.
Em 13 de junho de 2018, o Papa Francisco nomeou-o Prelado dos Mixes. O arcebispo emérito de Morelia, cardeal Alberto Suárez Inda, ordenou-o bispo em 2 de agosto do mesmo ano; Os co-consagradores foram o Arcebispo de Antequera, Pedro Vázquez Villalobos, e o Prelado Emérito dos Mixes, Héctor Guerrero Córdova SDB.